# Либерман, Матвей Борисович
Матвей Борисович Либерман (25 ноября 1924, Канев, Шевченковский округ, Киевская губерния, Украинская ССР — 4 февраля 2017, Модиин-Маккабим-Реут, Израиль) — советский и российский скрипач, музыкальный педагог, заслуженный деятель искусств РСФСР.

## Биография
Играл на скрипке с семи лет под руководством отца, но профессиональное обучение музыке начал в возрасте девяти лет после переезда в Днепропетровск. Под руководством известного педагога Ф. Г. Ямпольского окончил музыкальную школу и поступил в Днепропетровское музыкальное училище, где продолжал заниматься у того же педагога.
После начала Великой Отечественной войны семья Либерманов была эвакуирована в Свердловскую область. Здесь он поступил на первый курс Свердловской консерватории в класс к легендарному профессору П. С. Столярскому, который с началом войны был вынужден покинуть Одессу. После смерти Столярского в 1944 году поступил в Московскую консерваторию в класс к Давиду Ойстраху.
После окончания консерватории был приглашен на должность концертмейстера в Днепропетровскую филармонию. Однако главной областью его деятельности была педагогическая деятельность. В Днепропетровске он преподавал в музыкальном училище и ДМШ № 1. Среди его выпускников того периода народный артист Украины первая скрипка квартета им. Лысенко А. Баженов, заслуженный артист Украины А. Венжега, один из ведущих педагогов Украины Л. Брусова и многие другие.
В 1966 году он был приглашен на работу в Новосибирскую государственную консерваторию им. Глинки. Здесь он подготовил таких известных скрипачей, лауреатов международных конкурсов как А. Тростянский, А. Бараховский, А. Шустин и многих других. Организовал единственный в Сибири Институт повышения квалификации педагогов, а также региональный конкурс скрипачей, позднее получивший статус Всероссийского.
В 1990 году эмигрировал в Израиль, где преподавал в Иерусалимской академии музыки и танца. В Израиле он продолжал воспитывать высокопрофессиональных скрипачей, в числе которых первая и вторая скрипки Иерусалимского квартета Александр Павловский и Сергей Бресслер.
Достижения профессора Либермана в области музыкальной педагогики получили высокую оценку мировой научной общественности. В 2006 его биография была внесена в американское издание Who’s who in the World. В 2009 году он был награждён премией и медалью им. Платона, присуждаемой в области образования Интернациональным Биографическим Центром в Лондоне за выдающиеся достижения в области музыкального образования. Многие его ученики занимают лидирующие позиции в современном мире музыки, ведут активную концертную деятельность, работают концертмейстерами ведущих оркестров мира, преподают в престижных учебных заведениях Украины, России, Франции и других стран.

## Научные работы
Являлся автором трех методических работ: «Некоторые вопросы развития техники левой руки скрипача», «Культура звука скрипача» (в соавторстве с М. Берлянчиком), «Развитие вибрато как средства художественной выразительности и исполнительского навыка скрипача».
Статья «Некоторые вопросы развития техники левой руки скрипача» была переиздана в Москве издательством «Классика XXI» в 2006 году. Она вошла в сборник «Как учить играть на скрипке в музыкальной школе», наряду с работами Л. Ауэра, А. И. Ямпольского и других выдающихся педагогов.
Кроме того, в московском издательстве «Музыка» была издана книга М. Либермана и М. Берлянчика «Культура скрипичного тона».